# ビーム・シング (マールワール王)
ビーム・シング（Bhim Singh, 生年不詳 - 1803年10月19日）は、北インドのラージャスターン地方、マールワール王国の君主（在位：1793年 - 1803年）。

## 生涯
ビーム・シングはマールワール王国の君主ヴィジャイ・シングの3男ボーム・シングの息子として誕生した。
1792年4月13日、ビーム・シングは首都ジョードプルのメヘラーンガル城を占拠し、祖父ヴィジャイ・シングに代わり自身が王であるとした。だが、1793年3月20日にビーム・シングはヴィジャイ・シングに降伏し、自身のジャーギールへ戻った。
1793年7月17日、祖父ヴィジャイ・シングが死亡すると、ビーム・シングが王位を継承した。だが、ビーム・シングはその治世を通して、王位を狙う叔父や従兄弟と戦わなければならなかった。
1803年10月19日、ビーム・シングはジョードプルで死亡した。死後、従兄弟のマーン・シングが王位を継承した。